# Yeni Kırşehirspor

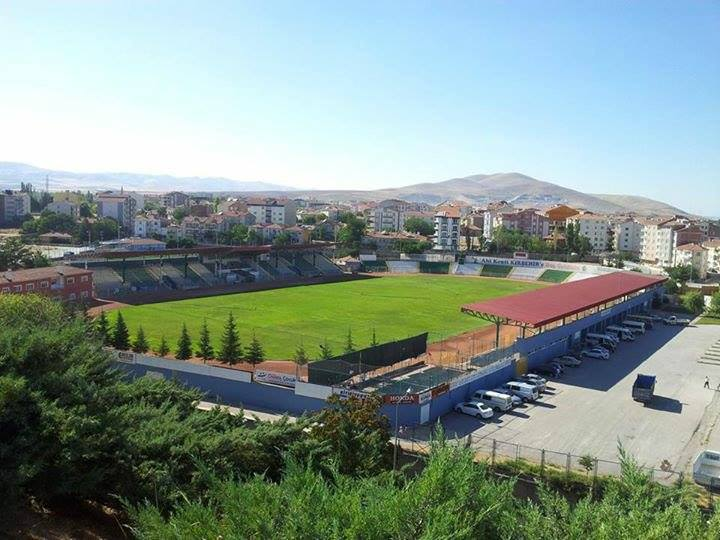
Ahi stadion

Yeni Kırşehirspor was een voetbalclub opgericht in 1984 te Kırşehir, de hoofdstad van de gelijknamige provincie van Turkije. De clubkleuren waren groen en wit. De thuisbasis van de voetbalclub was het Ahi Stadion.
Yeni Kırşehirspor heeft nooit in de Süper Lig gevoetbald en ook heeft de club geen noemenswaardige resultaten behaald in de Turkse Beker. De club kon officieus gezien worden als de opvolger van de opgeheven club Kırşehirspor uit 1969 met stamnummer 000212. Yeşil Kırşehirspor uit 2013, met stamnummer 010945, vulde de leegte die Yeni Kırşehirspor achterliet na sluiting van de deuren van de club. Door een naamswijziging van Yeşil Kırşehirspor naar Kırşehir Belediyespor kent de provinciehoofdstad weer een nieuwe vertegenwoordiger in de professionele Turkse voetbalcompetities.

## Gespeelde divisies
2e Divisie: 1982-1984, 1986-1987
3e Divisie: 1969-1975, 1984-1986, 1987-1993, 1999-2001, 2003
4e Divisie: 2001-2003

## Bekende (oud-)spelers
- Murat Acikgoz
- Ahmet Altın
- Hazar Can
- Serdal Güvenç
- Yasin Karaca

Witte Groep: 1461 Trabzon FK · 24 Erzincanspor · Adana 01 FK · Altay · Afyonspor · Altınordu · Ankaraspor · Batman Petrolspor · Beykoz Anadoluspor · Fethiyespor · İnegölspor· İskenderunspor · Isparta 32 Spor · Karaköprü Belediyespor · Kastamonuspor 1966 · Kepezspor · Kırklarelispor · Sarıyer

Rode Groep:  68 Aksarayspor · Ankara Demirspor· Arnavutköy Belediyespor · Belediye Derincespor· Beyoğlu Yeni Çarşı · Bucaspor 1928· Diyarbekirspor · Elazığspor · Erbaaspor · Giresunspor · Karacabey Belediyespor· Karaman FK · Menemen FK · Nazillispor · Serik Belediyespor · Somaspor · Vanspor FK · Yeni Mersin İdmanyurdu